# Ashley Key
Ashley Nicole Key, född 1 juni 1985, är en amerikansk-svensk basketspelare som spelar för Castors Braine i Belgien.

## Landslagskarriär
Ashley Key blev svensk medborgare under 2013 och var inte med när svenska damlandslaget kvalade in till Basket-EM 2013 i Frankrike. Mindre än en månad efter att hon fått svenskt medborgarskap spelade hon sin första tävlingslandskamp för Sverige. Det skedde den 15 juni när landslaget förlorade mycket knappt mot Italien i första gruppspelsmatchen under EM. Första vinsten med landslaget kom i den efterföljande matchen när Sverige vann mot de då regerande europamästarna Ryssland. I den matchen var hon en nyckelspelare och bidrog till vinsten, som ansågs vara en skräll. Sverige slutade på sjunde plats i turneringen. Key gjorde 76 poäng på 8 matcher och spelade totalt 157 minuter.

### Fotnoter
1. ↑  ”Ashley Nicole Key”. Birthday.se. http://www.birthday.se/person/8600c3a8-4c15-89f1-8c36-cb0195d829fa. Läst 17 juni 2013.
2. ↑  ”Dramatisk förlust i EM-premiären”. Sverigesradio.se. 15 juni 2013. http://sverigesradio.se/sida/gruppsida.aspx?programid=179&grupp=8510&artikel=5566004. Läst 17 juni 2013.
3. ↑  ”Ashley Key: "Är en joker"”. Sverigesradio.se. 12 juni 2013. http://sverigesradio.se/sida/artikel.aspx?programid=179&artikel=5561157. Läst 17 juni 2013.
4. ↑  ”Ashley Key nyckeln till segern: "Något extra att få vara med om"”. Sverigesradio.se. 16 juni 2013. http://sverigesradio.se/sida/gruppsida.aspx?programid=179&grupp=8510&artikel=5566489. Läst 17 juni 2013.
5. ↑  ”Sverige tog revansch på Italien”. UNT.se. Läst 29 juni 2013. Arkiverad från originalet den 1 juli 2013. https://web.archive.org/web/20130701155501/http://www.unt.se/sport/varlden/sverige-tog-revansch-pa-italien-2488115.aspx. Läst 29 juni 2013.
6. ↑  ”Ashley Key basketball profile”. Eurobasket.com. http://basketball.eurobasket.com/player/Ashley_Key/Mark_Basket_Marbo_Kinna/89032?Women=1. Läst 29 juni 2013.